# Pens
De pens of het rumen is de eerste van de voormagen bij herkauwers. Hier ondergaat het opgenomen voedsel een voorvertering door micro-organismen die in de pens leven. Het voedsel wordt hierbij gefermenteerd.
Micro-organismen die het voer verteren zijn bacteriën, protozoa (eencellige diertjes zoals pantoffeldiertjes) en schimmels. Het bijzondere van deze micro-organismen is dat zij kunnen leven in een zogenaamde anaerobe (zuurstofarme) omgeving. Bij deze anaerobe vertering ontstaan vetzuren met een korte koolstofketen zoals azijnzuur, boterzuur en propionzuur. De bacteriën en protozoa zelf bevatten eiwitten en nucleïnezuren. De kortketenvetzuren en de eiwitten in micro-organismen zijn voedingsstoffen voor de herkauwer. Een groot deel van het voer voor herkauwers bestaat uit vezelrijk materiaal (zoals cellulose van gras). Dieren, ook herkauwers, kunnen deze vezels niet zelf verteren. Bij deze pensfermentatie zetten de micro-organismen de voedingsvezels om in stoffen die herkauwers wel zelf kunnen verteren. Bovendien kunnen (voor andere dieren nutteloze) stikstofhoudende verbindingen als ureum gerecycled worden om nieuwe aminozuren op te bouwen.
Naast deze voedingsstoffen ontstaan ook de gassen methaan en kooldioxide. Deze boert een herkauwer regelmatig uit. In totaal kan een melkkoe meer dan 500 liter methaangas per dag uitboeren (ructus). Herkauwers zijn daarom verantwoordelijk voor een deel van het broeikaseffect.
Om het voer verder te verkleinen en beter toegankelijk te maken voor de micro-organismen in de pens, brengt het dier de voedselbrij uit de pens via de slokdarm (omgekeerde peristaltiek) naar de mondholte om het te herkauwen. Een melkkoe eet en herkauwt 15 tot 17 uur per dag.
Bij melkkoeien kan de pens wel 120 kg voedselbrij bevatten. Ongeveer de helft van het opgenomen voer wordt in de pens voorverteerd. De andere helft van de vertering gebeurt na de pens in lebmaag, dunne darm en dikke darm.